# Matteo Santucci
Matteo Santucci (Salerno, 26 settembre 1948 – Pescara, 27 luglio 2006) è stato un calciatore italiano, di ruolo difensore.
È scomparso nel 2006 all'età di 57 anni a Pescara, dove si era stabilito a  fine carriera.

## Carriera
Terzino sinistro di origine salernitana, debutta in Serie C con la squadra della sua città rimanendovi fino al 1974.
In seguito passa al Pescara con la cui maglia partecipa a tre campionati di Serie B, fino alla promozione in Serie A al termine del torneo del 1976-1977.
Durante l'annata seguente prende parte a 9 partite in massima serie, debuttando il 18 settembre 1977 nella gara Torino-Pescara, conclusasi col risultato di 2-0.
Resta poi con gli abruzzesi anche nella successiva stagione in Serie B, culminata in una nuova promozione in Serie A, nella quale giocherà un'ultima partita nel 1980. 
Disputa, infine, un ultimo campionato col Chieti in Serie C2.
Chiude la carriera con 10 presenze in Serie A, 112 gare in Serie B (con 5 reti), 166 gare in Serie C (con 7 reti) e 31 gare in Serie C2 (con una rete).